# Neal Edward Smith
Neal Edward Smith (Hedrick, 23 marzo 1920 – 2 novembre 2021) è stato un politico statunitense, membro della Camera dei Rappresentanti per lo stato dell'Iowa dal 1959 al 1995.

## Biografia
Nato e cresciuto nell'Iowa, Smith si arruolò nelle United States Army Air Forces e prese parte alla seconda guerra mondiale come aviatore sui bombardieri. Ferito durante una missione, fu insignito di varie onorificenze tra cui il Purple Heart, nove service star e una Air Medal.
Rientrato in patria, studiò all'Università del Missouri, all'Università di Syracuse e alla Drake University, ove si laureò in giurisprudenza.
Entrato in politica con il Partito Democratico, nel 1958 venne eletto alla Camera dei Rappresentanti. Negli anni successivi fu riconfermato dagli elettori per altri diciassette mandati, cambiando distretto nel 1972. Nel 1994, candidatosi per la rielezione, fu sconfitto dall'avversario repubblicano Greg Ganske e lasciò così il Congresso dopo trentasei anni di permanenza.